# Wer bietet mehr?

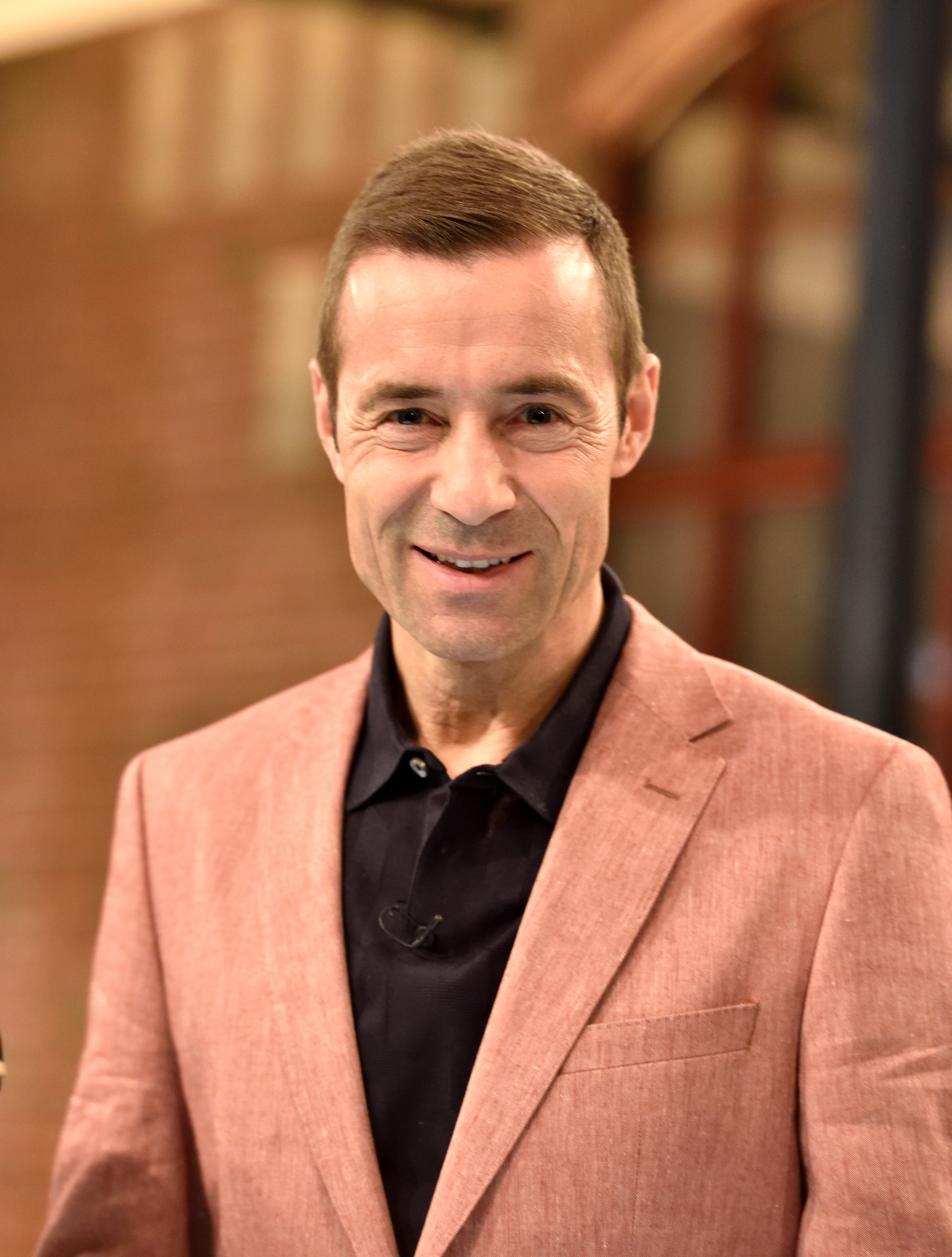
Moderator Kai Pflaume

Wer bietet mehr? war eine Unterhaltungsshow, die von der Produktionsfirma UFA Show & Factual 2016 für das NDR Fernsehen produziert wurde. In der von Kai Pflaume moderierten Sendung stellten die Kandidaten jeweils einen zum Verkauf stehenden Gegenstand vor. Mehrere Händler unterbreiteten Angebote, um diesen zu erwerben. Die erste Sendung wurde am 27. März 2016 ausgestrahlt, die beiden weiteren Folgen Ostermontag und Pfingstmontag 2016. Die Sendereihe folgt dem Vorbild des britischen Formats „Four Rooms“, das bereits seit 2011 bei Channel 4 zu sehen ist.

## Konzept
Am Anfang wird vier Händlern das zum Verkauf angebotene Exponat eines Gastes vorgestellt. Danach ziehen sich die Händler getrennt in ihre vier Räume zurück. Der Gast darf selbst entscheiden, welchen Händler er zuerst aufsucht. Dieser verhandelt dann mit dem Verkäufer und macht bei Interesse ein Angebot. Wird dieses Angebot nicht angenommen, darf der Gast den nächsten Händler aufsuchen, jedoch darf der vorherige Raum nicht wieder betreten werden. Wird der vorgestellte Objekt nicht verkauft nimmt der Gast den Gegenstand wieder mit nach Hause.

## Händler
Die in der Sendung auftretenden Händler waren Thomas Käfer, George Mullen, Marcel Struck und Jenny Falckenberg-Blunck. Falckenberg-Blunck ist Tochter des Kunstsammlers Harald Falckenberg, und selbst als Kunstagentin und Galeristin in Hamburg tätig.

## Rezeption
Manuel Nunez Sanchez von Quotenmeter bescheinigte der Fernsehsendung 2016 das Potential, „schon bald vor größerem Publikum gezeigt zu werden“. Alexander Krei vom Internetmagazin DWDL befand 2016, dass man sich die Sendung ebenso gut ansehen könne wie Bares für Rares.
2018 meinte derselbe Autor, dass UFA sich beim zweiten Versuch der Adaption des britischen Erfolgsformats Four Rooms auf den deutschen Markt bei Die Superhändler – 4 Räume, 1 Deal auf RTL mehr an das erfolgreiche britische Original gehalten habe, da die NDR-Sendung Wer bietet mehr? gefloppt sei. Oliver Kalkofe bewertete die Sendung 2016 als „so ähnlich und unnötig wie Bares für Rares im ZDF“. Kalkofe kritisierte sie als „neue Belanglosigkeit zum lässigen Wegmoderieren“ und „Highspeed-Entertainment der Galama-Stufe Schnarch.“